# Feromon
Feromon (od grč. φέρω phero - nositi + hormon iz grč. ὁρμή - Poticaj) je izlučenje hemijskih faktora koji izazivaju društveni odgovor kod članova iste vrste. Feromoni su hemikalije sa sposobnošću delovanja izvan tela sekretirajuće osobe, koje utiču na ponašanje primajućih pojedinca. Postoje alarmni feromoni, trag-hrane feromona, seksualni feromoni, i mnogi drugi koji utiču na ponašanje ili fiziologiju. Njihova upotreba među insektima je posebno dobro dokumentovana. Osim toga, neki kičmenjaci i biljke komuniciraju pomoću feromona.

## Osnove
Pojam „feromon“ je uveden od strane Petera Karlsona i Martina Lučera 1959. godine, na temelju grčke reči „pherein“ (za prevoz) i hormona (stimulisati). Oni su ponekad klasifikovani kao ekto-hormoni. Te hemijske poruke se prenose izvan tela, a rezultat je direktni razvojni uticaj na hormonskom nivou ili promjene ponašanja. Oni su predložili termin za opisivanje hemijskih signala koje izazivaju urođeno ponašanje.

## Ograničenja
Postoje fizička ograničenja praktične veličine organizama koji koriste feromone, zato što feromon male veličine se šire difuzijom od izvornog organizma brže nego što mogu biti proizvedeni, i dovoljna koncentracija se dostiže veoma sporo. Bakterije su suviše male da koriste feromone kao seksualne atraktante, ali ih koriste da utvrde gustinu lokalne populacije sličnih organizama i za kontrolu ponašanja koje zahteva duže vreme izvršavanja (kvorum indikacija). Slično tome, jednostavne životinje rotatorije su tako]e suviše male za ženke da ostave upotrebljiv trag, međutim kod nešto-većih kopepoda, ženke ostavljaju trag koji mužjaci mogu da prate.

## Kategorizacija po funkciji

### Agregacija
Feromoni agregacije funkcionišu u izboru partnera, prevazilazeći otpor domaćina masovnim napadom i odbranu od predatora. Grupa pojedinaca na jednoj lokaciji se naziva agregacija, bilo da se sastoji od jednog ili oba pola. Seksualni atraktanti proizvedeni od strane mužjaka nazivaju se agregacionim feromonima, jer obično dovode do dolaska oba pola na mesto poziva i povećavaju gustinu konspecifika koje okružuju izvor feromona. Većinu polnih feromona proizvode ženke; samo mali procenat seksualnih atraktanata proizvode muškarci. Feromoni agregacije su pronađeni kod pripadnika Coleoptera, Collembola, Diptera, Hemiptera, Dictyoptera, i Orthoptera. Poslednjih decenija, agregacioni feromoni su se pokazali korisnim u suzbijanju mnogih štetočina, kao što je žižak (Anthonomus grandis), žižak graška i pasulja (Sitona lineatus, i žižak sa skladištenim proizvodima (npr. Sitophilus zeamais, Sitophilus granarius, i Sitophilus oryzae). Feromoni agregacije su među ekološki najselektivnijim metodama suzbijanja štetočina. Netoksični su i efikasni u veoma niskim koncentracijama.

### Alarm
Neke vrste oslobađaju isparljivu supstancu kada ih napadne grabljivica što može izazvati begstvo (kod lisnih uši) ili agresiju (kod mrava, pčela, termita) i osa kod pripadnika iste vrste. Na primer, Vespula squamosa koristi feromone alarma da upozori druge na pretnju. Kod Polistes exclamans, alarmni feromoni se takođe koriste kao upozorenje na dolazeće predatore. Feromoni takođe postoje u biljkama: Određene biljke emituju alarmne feromone kada se pasu, što dovodi do proizvodnje tanina u susednim biljkama. Ovi tanini čine biljke manje ukusnim za biljojede.

### Staza
Društveni insekti obično koriste tragove feromona. Na primer, mravi obeležavaju svoje puteve feromonima koji se sastoje od isparljivih ugljovodonika. Određeni mravi ostavljaju početni trag feromona dok se vraćaju u gnezdo sa hranom. Ova staza privlači druge mrave i služi kao vodič. Sve dok je izvor hrane dostupan, mravi koji dolaze stalno će obnavljati trag feromona. Feromon zahteva kontinuirano obnavljanje jer brzo isparava. Kada zalihe hrane počnu da se smanjuju, pravljenje staza prestaje. Faraonski mravi (Monomorium pharaonis) označavaju tragove koji više ne vode do hrane sa odbojnim feromonom, što uzrokuje izbegavanje kod mrava. Odbojni markeri tragova mogu pomoći mravima da preduzmu efikasnije kolektivno istraživanje. Vojni mrav Eciton burchellii daje primer korišćenja feromona za obeležavanje i održavanje staza za ishranu. Kada vrste osa kao što je Polybia sericea pronađu nova gnezda, one koriste feromone da dovedu ostatak kolonije do novog mesta gnežđenja.
Društvene gusenice, kao što je gusenica šumskog šatora, postavljaju feromonske tragove koji se koriste za postizanje grupnog kretanja.

### Seks
Kod životinja, polni feromoni ukazuju na dostupnost ženke za razmnožavanje. Muške životinje takođe mogu emitovati feromone koji prenose informacije o njihovoj vrsti i genotipu.
Na mikroskopskom nivou, brojne bakterijske vrste (npr. Bacillus subtilis, Streptococcus pneumoniae, Bacillus cereus) oslobađaju specifične hemikalije u okolne medije da izazovu „kompetentno“ stanje u susednim bakterijama. Kompetencija je fiziološko stanje koje omogućava bakterijskim ćelijama da preuzmu DNK iz drugih ćelija i ugrade ovu DNK u svoj genom, seksualni proces koji se zove transformacija.
Među eukariotskim mikroorganizmima, feromoni podstiču seksualnu interakciju kod brojnih vrsta. Ove vrste uključuju kvasac Saccharomyces cerevisiae, filamentozne gljive Neurospora crassa i Mucor mucedo, vodenu buđ Achlya ambisexualis, vodene gljive Allomyces macrogynus, sluzava buđ Dictyostelium discoideum, cilijatni protozoan Blepharisma japonicum i višećelijsku zelenu algu Volvox carteri. Pored toga, muški kopepodi mogu da prate trodimenzionalni feromonski trag koji je ostavila ženka koja pliva, a muški gameti mnogih životinja koriste feromon da pomognu u pronalaženju ženske gamete za oplodnju.
Mnoge dobro proučene vrste insekata, kao što su mrav Leptothorax acervorum, moljci Helicoverpa zea i Agrotis ipsilon, pčela Xylocopa sonorina, žaba Pseudophryne bibronii i leptir Euphydryas editha oslobađaju seksualne feromone da privuku partnera, i pojedini lepidopteri (moljci i leptiri) mogu otkriti potencijalnog partnera sa udaljenosti od čak 10 km (6,2 mi). Neki insekti, kao što su moljci Hepialus humuli, koriste feromone tokom sezone parenja. Zamke koje sadrže feromone koriste farmeri za otkrivanje i praćenje populacije insekata u voćnjacima. Pored toga, leptiri Colias eurytheme oslobađaju feromone, mirisni znak važan za odabir partnera.
Efekat infekcije virusom Hz-2V na reproduktivnu fiziologiju i ponašanje ženki Helicoverpa zea moljca je da su u odsustvu mužjaka ispoljile dozivanje i zvale isto toliko često, ali u proseku kraće od kontrolnih ženki. Čak i nakon ovih kontakata, žene zaražene virusom ostvarile su mnoge česte kontakte sa muškarcima i nastavile da zovu; otkriveno je da proizvode pet do sedam puta više feromona i privuku dvostruko više mužjaka nego kontrolne ženke u eksperimentima u tunelu za let.
Feromone takođe koriste vrste pčela i osa. Neki feromoni se mogu koristiti za suzbijanje seksualnog ponašanja drugih jedinki omogućavajući reproduktivni monopol – to koristi osa R. marginata. Što se tiče vrste Bombus hyperboreus, mužjaci, inače poznati kao dronovi, patroliraju krugovima mirisnih tragova (feromona) kako bi pronašli matice. Konkretno, feromoni za Bombus hyperboreus, uključuju oktadecenol, 2,3-dihidro-6-transfarnezol, citronelol i geranilcitronelol.

## Literatura
- Edward O. Wilson; Bossert, W. H (1963). „Chemical communication among animals”. Recent Prog. Horm. Res. 19: 673—716. PMID 14284035.
- Kohl JV, Atzmueller M, Fink B, Grammer K (2001). „Human pheromones: integrating neuroendocrinology and ethology”. Neuro Endocrinol. Lett. 22 (5): 309—21. PMID 11600881.
- Wyatt, Tristram D. (2003). Pheromones and animal behaviour: communication by smell and taste. Cambridge, UK: Cambridge University Press.
- Dusenbery, David B. (2009). Living at micro scale: the unexpected physics of being small. Cambridge: Harvard University Press. ISBN 9780674031166.
- Dusenbery, David B. (2009). Living at micro scale: the unexpected physics of being small. Cambridge: Harvard University Press. ISBN 9780674031166.